# István Udvardi
István Udvardi (* 27. Februar 1960 in Budapest; † 6. Februar 2012 in Kecskemét) war ein ungarischer Wasserballspieler. Er war mit der ungarischen Nationalmannschaft Olympiadritter 1980.

## Karriere
Der 1,92 m große Udvardi spielte bis 1981 bei Ferencváros Budapest und dann ein Jahr bei Szegedi AIL. 1983/84 war er noch einmal bei Ferencváros. Ab 1985 war Udvardi zwei Jahre bei Vasas Budapest. Ab 1988 spielte er in Italien. Seine Karriere beendete er als Profi in der Türkei.
Von 1980 bis 1986 wirkte Udvardi in 52 Länderspielen mit. Bei den Olympischen Spielen 1980 in Moskau erreichten die Ungarn als Gruppensieger der Vorrunde die Hauptrunde. Nach Niederlagen gegen die späteren Olympiasieger aus der Sowjetunion und die späteren Olympiazweiten aus Jugoslawien belegten die Ungarn den dritten Platz und erhielten die Bronzemedaille. Udvardi war in allen acht Spielen dabei, erzielte aber kein Tor.